# روز صفر (فیلم ۱۳۹۸)
روز صفر عنوان فیلمی به کارگردانی سعید ملکان، نویسندگی سعید ملکان و بهرام توکلی و به تهیه‌کنندگی سعید ملکان محصول سال ۱۳۹۸ است. این فیلم به سبک معمایی-هیجانی و در فضای جنگی و ماجراجویانه به زبان‌های فارسی، اردو، پشتو و آلمانی؛ محصول ایران می‌باشد. امیر جدیدی و ساعد سهیلی بازیگران نقش اول آن هستند. چند بازیگر خارجی و بازیگران تئاتر هم در این فیلم جلوی دوربین رفته‌اند. بخش‌هایی از این فیلم در شهر برلین فیلمبرداری شده است.
این فیلم (به همراه فیلم شنای پروانه) با دریافت ۵ سیمرغ بلورین از سی و هشتمین دوره جشنواره فیلم فجر، رکورددار دریافت بیشترین جایزه سیمرغ در این جشنواره شدند.

## داستان
داستان این فیلم در مورد نحوه و چگونگی دستگیری عبدالمالک ریگی توسط وزارت اطلاعات ایران می‌باشد.

## بازیگران
- امیر جدیدی در نقش سیاوش مأمور امنیتی ایران
- ساعد سهیلی در نقش عبدالمالک ریگی رهبر گروه جندالله
- تینو صالحی در نقش فاروق عضو گروه جندالله
- سینا شفیعی
- محمدرضا مالکی در نقش مأمور امنیتی ایران
- امین گلستانه
- مهدی قربانی در نقش عضو گروه جندالله
- رضا خدادادبیگی
- اَبوالفضل اَمیری
- ابوالفضل صفاری
- محمدعلی راجپوت
- میلاد یزدانی
- حمیدرضا سلیمانی راد
- ابراهیم برزیده
- محمد داغری

## بودجه و سرمایه‌گذاری
سعید ملکان در مورد بودجه و سرمایه فیلم گفت:
قرار بود بنیاد فارابی در ساخت مشارکت کند اما پشیمان شدند. قبل از شروع ما مجبور شدیم هزینه را بین دوستان تقسیم کنیم و و هنوز حساب‌های پروژه نیز بسته نشده است. حدود هشت میلیارد تومان برای این فیلم هزینه شده است.
رادیو فردا طی گزارشی در بهمن ماه سال ۱۳۹۸ نوشت که یافته‌های آن رادیو نشان می‌دهد وزارت اطلاعات ایران سرمایه‌گذار فیلم روز صفر بوده است.

## بازتاب‌ها

### نقد
- مسعود فراستی این فیلم را اولین فیلم اکشن ملی ضدامنیتی ایران دانست و دربارهٔ «روز صفر» توضیح داد: تبریک می‌گویم به سینمای ایران. به ملکان، سهیلی و تیم موسیقی فیلم تبریک می‌گویم. جدیدی در این نقش عالی ظاهر شد. این فیلم اندازه است و تکنیک دارد و افتخار می‌کنم حق مطلب ادا شده است. از نظر من بهترین فیلم جشنواره بود، البته با تدوین فیلم مشکل دارم.[۶][۲][۷]
- پوریا ذوالفقاری: ببینده در شخصیت‌پردازی این فیلم با مجموعه‌ایی از اطلاعات روبه رو است که دقیق نمی‌داند با چه شخص و اطلاعاتی از کارکتر رو به رو است. در مورد تدوین چنین فیلمی با این همه سکانس و صحنه‌های پر کشمکش نیازمند ریتم یکدست بودیم که فکر می‌کنم یکی از سخت‌ترین و بهترین کارهای میثم مولایی بوده است. اگر بخش‌های انگیزشی فیلم بیشتر از این بود نیز سوالات و انتقادات زیادی برای بینندگان به همراه داشت.[۸]
- آریا قریشی گفت که قرار است یک تریلر سیاسی محافظه‌کار به سبک نمونه‌های آمریکایی باشد، اما الگوبرداری‌هایش ناپخته است؛ نریشن در بسیاری از موارد، توضیح اضافه می‌دهد و چیزی به‌جز آنچه پیش‌تر دیده‌ایم منتقل نمی‌کند؛ شخصیت‌پردازی ریگی، تخت است و هیچ حرکت ویژه‌ای از او نمی‌بینیم که تقابل قهرمان فیلم با او را پیچیده و جدی جلوه دهد؛ تلاش برای اشاره به زندگی شخصی کاراکتر اصلی، تحمیلی است و ابعاد پیچیده‌تری از او را فاش نمی‌کند؛ و در نهایت، تعلیق فیلم بر پایه احتمال وقوع حادثه‌ای بنا شده که می‌دانیم در واقعیت اتفاق نیفتاده است.
- سید سام بهشتی عضو کانون منتقدین و نویسندگان سینمای ایران، روز صفر را اوج تکامل و پختگی کارگردانی از جنس سینما عنوان کرد و افزود انگار سال‌ها تجربه و شناخت به سینما در طراحی سکانس‌ها نهفته است، میزانسن‌های دقیق با ترکیب بندی‌های خوش رنگ لعاب و تصویر برداری فوق‌العاده و لحظه‌های تعقیب و گریزی که همانندش را در سینما نداشتیم، بهم آمیخته شده است. روز صفر فیلم لحظه است و از ابتدا تا انتها، حس ناسیونالیستی را در ذهن مخاطبش زنده می‌کند و یک دستاورد بصری ناب است، طراحی صحنه سهیل دانش می‌شود نقطه عطف داستان و در شیوه روایت هم نفس گیر ماجرا پیش می‌رود.[۹]

### جوایز
| سال  | جشنواره                           | قسمت                               | نامزد                      | جایزه        | نتیجه    |
| ---- | --------------------------------- | ---------------------------------- | -------------------------- | ------------ | -------- |
| ۱۳۹۸ | سی و هشتمین دوره جشنواره فیلم فجر | بهترین فیلم                        | سعید ملکان                 | سیمرغ بلورین | نامزدشده |
| ۱۳۹۸ | سی و هشتمین دوره جشنواره فیلم فجر | بهترین کارگردانی                   | سعید ملکان                 | سیمرغ بلورین | نامزدشده |
| ۱۳۹۸ | سی و هشتمین دوره جشنواره فیلم فجر | بهترین بازیگر نقش اول مرد          | امیر جدیدی                 | سیمرغ بلورین | نامزدشده |
| ۱۳۹۸ | سی و هشتمین دوره جشنواره فیلم فجر | بهترین فیلمنامه                    | سعید ملکان و بهرام توکلی   | سیمرغ بلورین | نامزدشده |
| ۱۳۹۸ | سی و هشتمین دوره جشنواره فیلم فجر | بهترین تدوین                       | میثم مولایی                | سیمرغ بلورین | نامزدشده |
| ۱۳۹۸ | سی و هشتمین دوره جشنواره فیلم فجر | بهترین طراحی لباس                  | امیر ملک‌پور                | سیمرغ بلورین | برنده    |
| ۱۳۹۸ | سی و هشتمین دوره جشنواره فیلم فجر | بهترین طراحی صحنه                  | سهیل دانش اشراقی           | سیمرغ بلورین | نامزدشده |
| ۱۳۹۸ | سی و هشتمین دوره جشنواره فیلم فجر | بهترین جلوه‌های ویژه میدانی         | محسن روزبهانی              | سیمرغ بلورین | برنده    |
| ۱۳۹۸ | سی و هشتمین دوره جشنواره فیلم فجر | بهترین جلوه‌های ویژه بصری           | رضا میثاقی و محسن خیرآبادی | سیمرغ بلورین | نامزدشده |
| ۱۳۹۸ | سی و هشتمین دوره جشنواره فیلم فجر | سیمرغ زرین بهترین فیلم از نگاه ملی | سعید ملکان                 | سیمرغ بلورین | برنده    |
| ۱۳۹۸ | سی و هشتمین دوره جشنواره فیلم فجر | جایزهٔ ویژهٔ هیئت داوران             | سعید ملکان                 | سیمرغ بلورین | برنده    |
| ۱۳۹۸ | سی و هشتمین دوره جشنواره فیلم فجر | بهترین فیلم اول                    | سعید ملکان                 | سیمرغ بلورین | برنده    |

## حواشی
- عوامل فیلم سینمایی روز صفر، با اینکه در ۹ شاخه نامزد دریافت سیمرغ از سی و هشتمین جشنواره فیلم فجر شده بودند در مراسم اختتامیه حضور نیافتند و بیانیه‌ای اعتراضی منتشر کردند. در این بیانیه آمده است:[۱][۱۰]

«خواستیم در کنارِ مدیران‌فرهنگی قرار نگیریم که اصرار بر جاانداختنِ مسیری دارند که شایسته سینمای ایران نیست. مسیری که پر از باج‌دهی و تکریم کسانی است که با پنجه کشیدن به صورت سینما، باعث منفور شدن همکاران سینمایی، نزد مردم می‌شوند. با سپاس از داوران و احترام به انتخاب‌هایشان و با آگاهی از برنده شدن در ۵ رشته، ترجیح دادیم در مراسمِ اختتامیه شرکت نکنیم تا برای آیندگان جوابی داشته باشیم که ما شریکِ این بی‌فرهنگی‌ها و ترویجِ رویه‌هایِ غلط نیستیم. سینما و مردم، تحریم شدنی نیستند.»
در مقابل ابراهیم داروغه زاده دبیر سی و هشتمین جشنواره فجر، با نشر یادداشتی در توییتر عدم حضور عوامل روز صفر در اختتامیه جشنواره را اینگونه توضیح داد: علت حضور نیافتن عوامل روز صفر در جشنواره به این دلیل بود که آقای ملکان به دو موضوع انتقاد داشتند:
۱- معتقد بودند نباید افرادی که صحبت از تحریم کرده‌اند یا افرادی که در نشست رسانه ای اعتراض کرده‌اند داوری شوند.
۲- پذیرش فیلم خورشید علی‌رغم دیر رسیدن به جشنواره.
- فرشته طائرپور، عضو هیئت داوران بخش نگاه نو سی و هشتمین جشنواره فیلم فجر دربارهٔ سیمرغ «روز صفر» که نزد خود نگه داشته است، گفت: یا سیمرغ را با یادداشت «این تنها سیمرغ بخش فیلم اولی‌های جشنواره۳۸ است که برنده آن با ناسپاسی برای دریافت آن روی صحنه نیامد» به موزه سینما می‌فرستیم یا آن را به یکی از فیلم‌های دیگری که یک رأی از این فیلم کمتر داشتند می‌دهیم.[۱۲]